# Balázs Kiss (gymnastique)
Pour les articles homonymes, voir Balázs Kiss.
Balázs Kiss (né le 5 août 1999 à Budapest) est un gymnaste artistique hongrois.

## Carrière
Il remporte la médaille de bronze par équipes aux Championnats d'Europe de gymnastique artistique masculine 2020 à Mersin.